# Hermann Felsner

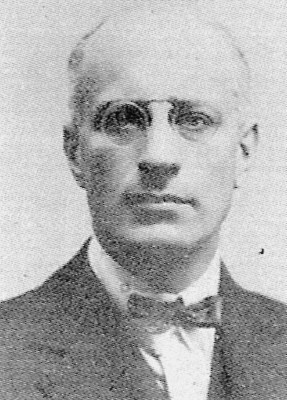
Hermann Felsner, ca. 1920

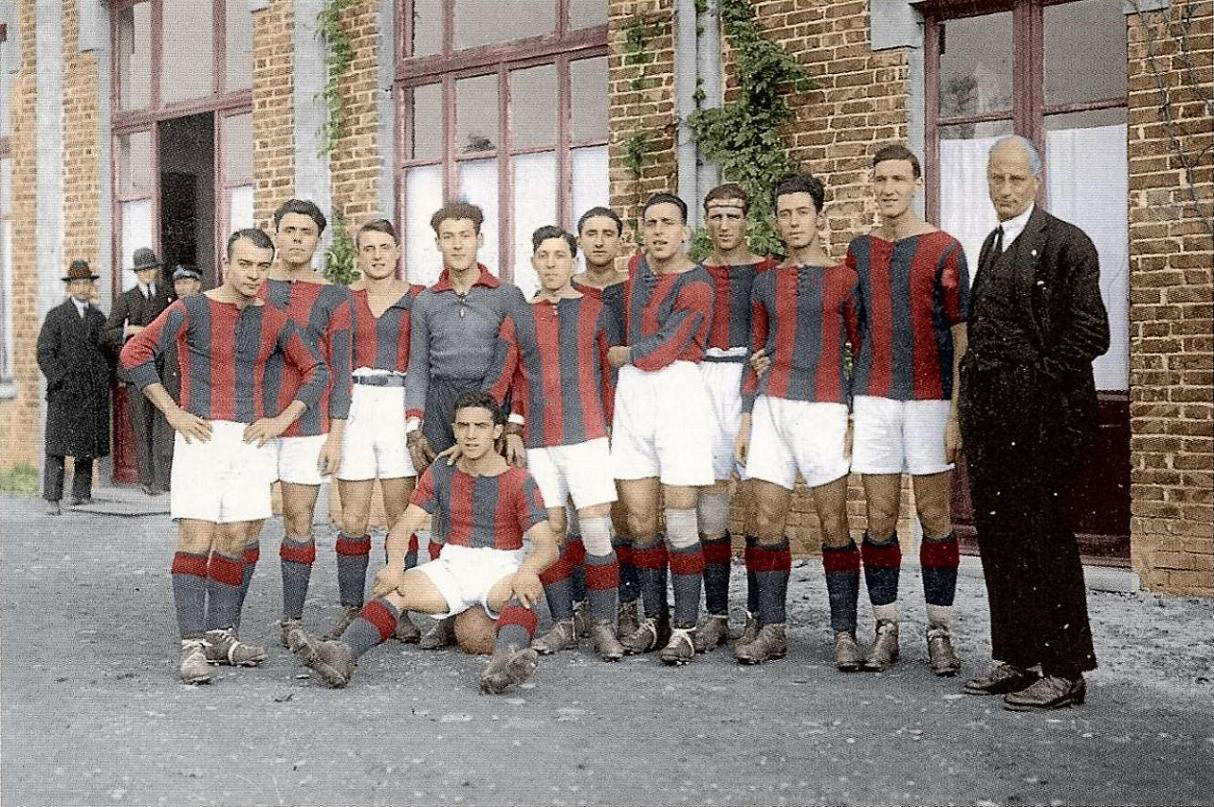
Mannschaft des FC Bologna am 9. November 1924: (v. l. n. r.) Alberto Pozzi, Giuseppe Muzzioli, Pietro Genovesi, Mario Gianni, Bernardo Perin, Angelo Schiavio, Giuseppe Della Valle, Giovanni Borgato, Gino Spadoni, Gastone Baldi, Hermann Felsner; sitzend Felice Gasperi

Hermann Felsner (* 1. April 1889 in Wien; † 6. Februar 1977 in Graz, Steiermark) war ein österreichischer Fußballtrainer, der seine größten Erfolge in Italien feierte. Mit seinem Stammklub FC Bologna gewann er 1925, 1929, 1939 und 1941 den Scudetto, also insgesamt vier Mal die italienische Meisterschaft. Mit dem CFC Genua siegte er 1937 in der Coppa Italia.

## Karriere
Hermann Felsner war als Spieler selbst beim Wiener Sport-Club aktiv, 1920 übernahm er sein erstes Trainerengagement beim FC Bologna in Italien. 1925 erreichte er mit seinem Klub mit einem Sieg im Finale der Lega Nord über den CFC Genua das Endspiel um die italienische Meisterschaft, welches der FC Bologna klar mit 2:0 und 4:0 gegen Alba Rom gewann. In der Folgesaison scheiterte Felsners Verein nur knapp im Finale der Lega Nord an Juventus Turin, in der 1927 und 1928 ausgetragenen italienischen Ligameisterschaft wurde Bologna jeweils Vizemeister hinter dem AC Torino, der mit Anton Cargnelli ebenfalls einen Trainer aus Wien hatte. 1929, als die italienische Meisterschaft wieder in einem Finale entschieden wurde, gewann Hermann Felsner als Trainer seine zweite italienische Meisterschaft. Bologna siegte über Torino 3:1, 0:1 und 1:0. 
Nach diesen Erfolgen in Bologna musste der Österreicher allerdings 1930 Gyula Lelovics als neuen Trainer Platz machen, er selbst ging 1931 zur AC Fiorentina. Mit den aufgestiegenen Fiorentinern erreichte er beim Debüt in der Serie A gleich den vierten Platz. Bereits 1933 verließ Hermann Felsner allerdings Florenz und ging zu Sampierdarenese Genova, in die Serie B, die auf Anhieb gewonnen wurde. Nach zwei Jahren in der Serie A mit Genua nahm Hermann Felsner 1936 ein Engagement beim CFC Genua an, mit dem er 1937 die zum zweiten Mal ausgespielte Coppa Italia gewann. Das Finale endete 1:0 gegen den AS Rom. 
Nach einer Saison bei der AC Mailand und dem dritten Platz in der Serie A kehrte Hermann Felsner 1938 zu seiner alten Wirkungsstätte FC Bologna zurück. Hier wurde er 1939 erneut Meister, 1940 Vizemeister und 1941 wiederum Meister. 1940 wurde er in der Meisterschaft zum bereits dritten Mal nur von Anton Cargnellis Klub, zu dieser Zeit Inter Mailand, geschlagen. Später arbeitete Hermann Felsner als Sportdirektor bei Bologna und trainierte 1949 noch einmal die AS Livorno in der Serie A.

## Stationen

### Als Spieler
- 1907 bis 1920: Wiener Sport-Club

### Als Trainer
- 1920 bis 1930: FC Bologna
- 1931 bis 1933: AC Florenz
- 1933 bis 1936: SG Sampierdarenese
- 1936 bis 1937: CFC Genua
- 1937 bis 1938: AC Mailand
- 1938 bis 1941: FC Bologna
- 1949: AS Livorno

## Erfolge
- 4 × italienischer Meister: 1924/25, 1928/29, 1938/39, 1940/41
- 3 × italienischer Vizemeister: 1926/27, 1927/28, 1939/40
- 1 × Coppa Italia: 1936/37
- 2 × Italienischer Zweitligameister: 1931/32, 1933/34